# Tuvalu
Tuvalu (dříve Lagunové ostrovy, později Elliceovy ostrovy) je ostrovní stát v Oceánii. Leží mezi Havají a Austrálií. Domorodý název Tuvalu vznikl asi v 18. století po osídlení většiny ostrovů a znamená v tuvalštině shluk nebo skupina osmi (podle počtu do té doby osídlených ostrovů). Hlavní město Tuvalu je Funafuti. Po Vatikánu má druhý nejmenší počet obyvatel ze všech nezávislých států.
Nejvyšší nadmořská výška ostrovů je 5 metrů a do budoucna jsou ohroženy zvedáním hladiny světových oceánů. Obyvatelé se během příštích desetiletí mohou odstěhovat na Nový Zéland nebo Niue – malý ostrov v Tichém oceánu (nezávislý, ale přidružený k Novému Zélandu), jenž není ohrožen zvedáním hladiny oceánů, nebo na fidžijský ostrov Kioa, který si již Tuvalané pronajímají.

## Historie

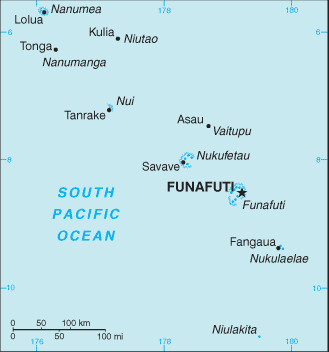
Mapa Tuvalu

Tuvalané jsou Polynésané, kteří ostrovy osídlili před 2000 lety. Prvním Evropanem, který Tuvalu spatřil, byl 16. ledna 1568 španělský mořeplavec Álvaro de Mendaña de Neira, který narazil na ostrov Nui, ale nemohl se vylodit. Žádní další Evropané se zde neobjevili až do konce 18. století. Začátkem 19. století se v oblasti vyskytovali velrybáři, ale ostrov navštěvovali jen zřídka kvůli obtížím při přistávání. Peruánští lovci otroků pročesávali Pacifik letech 1862–1864 a Tuvalu bylo jedním z nejpostiženějších souostroví s více než 400 zajatými lidmi z Funafuti a Nukulaelae, z nichž se nikdo nevrátil. V roce 1865 protestantští kongregacionalisté Londýnské misijní společnosti počali proces evangelizace Tuvalu. Konverzi ke křesťanství dokončili ve dvacátých letech 20. století. Koncem 19. století se na ostrovech počali usazovat evropští obchodníci, kteří doufali ve velké výnosy z místního bohatství. Evropané také přinesli v Tichomoří do té doby neznámé nemoci, jež na Tuvalu způsobily mnohá úmrtí.
V roce 1892 se ostrovy staly spolu s Kiribati britským protektorátem Gilbertovy a Elliceovy ostrovy. Protektorát se stal kolonií v roce 1915. V roce 1943 během II. světové války bylo Tuvalu vybráno jako operační základna spojeneckých vojsk bojujících v Pacifiku s Japonci. Tisíce vojáků námořních sil zde bylo umístěno až do prosince 1945. Etnické rozdíly v kolonii způsobily, že v roce 1974 Polynésané Elliceových ostrovů hlasovali pro oddělení od Mikronésanů z Gilbertových ostrovů (později Kiribati). Následující rok se Elliceovy ostrovy staly samostatnou kolonií Tuvalu. Nezávislost byla stvrzena v roce 1978. Tuvalský Den nezávislosti se slaví 1. října.

## Státní symboly

### Vlajka
Tuvalská vlajka je tvořena světle modrým listem o poměru stran 1:2, který má v kantonu vlajku Spojeného království. Ve vlající části je umístěno 9 hvězd, rozmístěných dle polohy jednotlivých ostrovů souostroví.

### Znak
Tuvalský státní znak je tvořen štítem, v jehož horní, modré části je kresba tradiční tuvalské stavby maneapy ve zlaté barvě na zeleném pažitu. V dolní, zlaté části jsou čtyři vlnitá modrá břevna. Kolem štítu je široký, zlatý lem se střídavě osmi zelenými banánovníkovými listy a osmi lasturami mořského mlže (Mitra episcopalis) v přirozených barvách. Pod štítem je zlatá stuha s heslem v tuvalštině TUVALU • MO • TE • ATUA (česky Tuvalu pro Boha).

### Hymna
Tuvalská hymna je píseň Tuvalu mo te Atua (česky Tuvalu pro Všemohoucího). Text a hudba je od Afaese Manoa.

## Geografie
Tuvalu je čtvrtá nejmenší země světa. Má rozlohu 26 km² a skládá se ze tří ostrovů (Nanumaga, Niutao, Niulakita) a šesti atolů (Funafuti, Nanumea, Nui, Nukufetau, Nukulaelae a Vaitupu). Tuvalu má velmi chudou půdu. Pitná voda se tam téměř nevyskytuje a půda je stěží použitelná pro zemědělství.

## Budoucnost Tuvalu
V roce 2001 tuvalská vláda oznámila že ostrovy, jejichž nejvyšší bod je 5 metrů nad mořem, mohou potřebovat být evakuovány v případě zvedající se hladiny moře. Předpoklady z roku 2009 hovořily o tom, že by během několika desítek let mohla celá země zmizet pod hladinou moře. Podle optimistických závěrů se tak údajně stane za 30 let. Nový Zéland souhlasil s přijmutím kvóty 75 evakuovaných každý rok, zatímco Austrálie tuvalskou petici odmítla. Ale podle studie z roku 2018 se mezi lety 1971 a 2014 i přes rostoucí hladinu oceánu plocha Tuvalu zvětšila téměř o 3 procenta. V roce 2025 žádalo asi 42 % populace země o tzv. klimatické vízum poskytované Austrálií.

## Obyvatelstvo

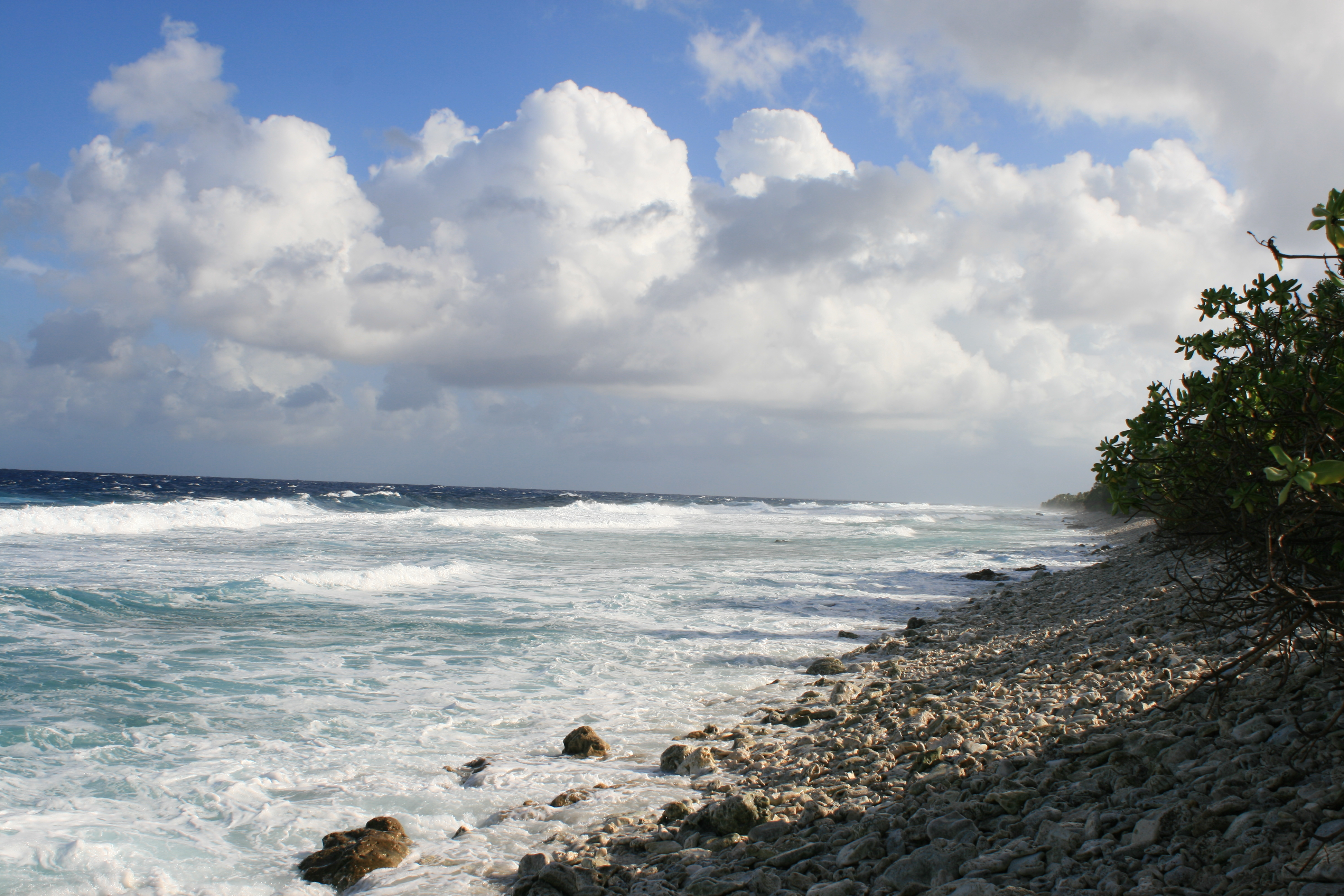
Pobřeží na Funafuti

Populace Tuvalanů (10 645 v roce 2017) je rozdělena na osmi ostrovech. Ostrovů je devět, šest z nich jsou atoly.
| Název ostrova/atolu      | Počet obyvatel (2017) |
| ------------------------ | --------------------- |
| Funafuti (hlavní ostrov) | 6 320                 |
| Nanumea                  | 512                   |
| Nui                      | 610                   |
| Nukufetau                | 597                   |
| Nukulaelae               | 300                   |
| Vaitupu                  | 1 061                 |

| Název ostrova/atolu | Počet obyvatel (2017) |
| ------------------- | --------------------- |
| Nanumaga            | 491                   |
| Niulakita           | 34                    |
| Niutao              | 582                   |

Nejmenší ostrov, Niulakita byl neobydlený až do přesídlení lidmi z Niutao v roce 1949. Proto tedy jméno Tuvalu, znamenající „osm stojících pohromadě“ (odkazuje tím na původních osm ostrovů). Niulakita je stále počítána jako součást Niutao, i když je blíže Nukulaelae).
Populaci na Tuvalu tvoří převážně Polynéské etnikum. Okolo 97 % Tuvalanů jsou členy Tuvalské církve, protestantské křesťanské církve. Náboženství bylo smíšeno s některými prvky původního náboženství. Tuvalštinou mluví v podstatě každý, zatímco gilberština (jazyk Kiribati) je používán některými lidmi z Nui. Úředním jazykem je angličtina, ale v běžné mluvě se nepoužívá. Ostrovní populace se od roku 1980 více než zdvojnásobila. S tím souvisí silná devastace ostrovního životního prostředí.

## Hospodářství

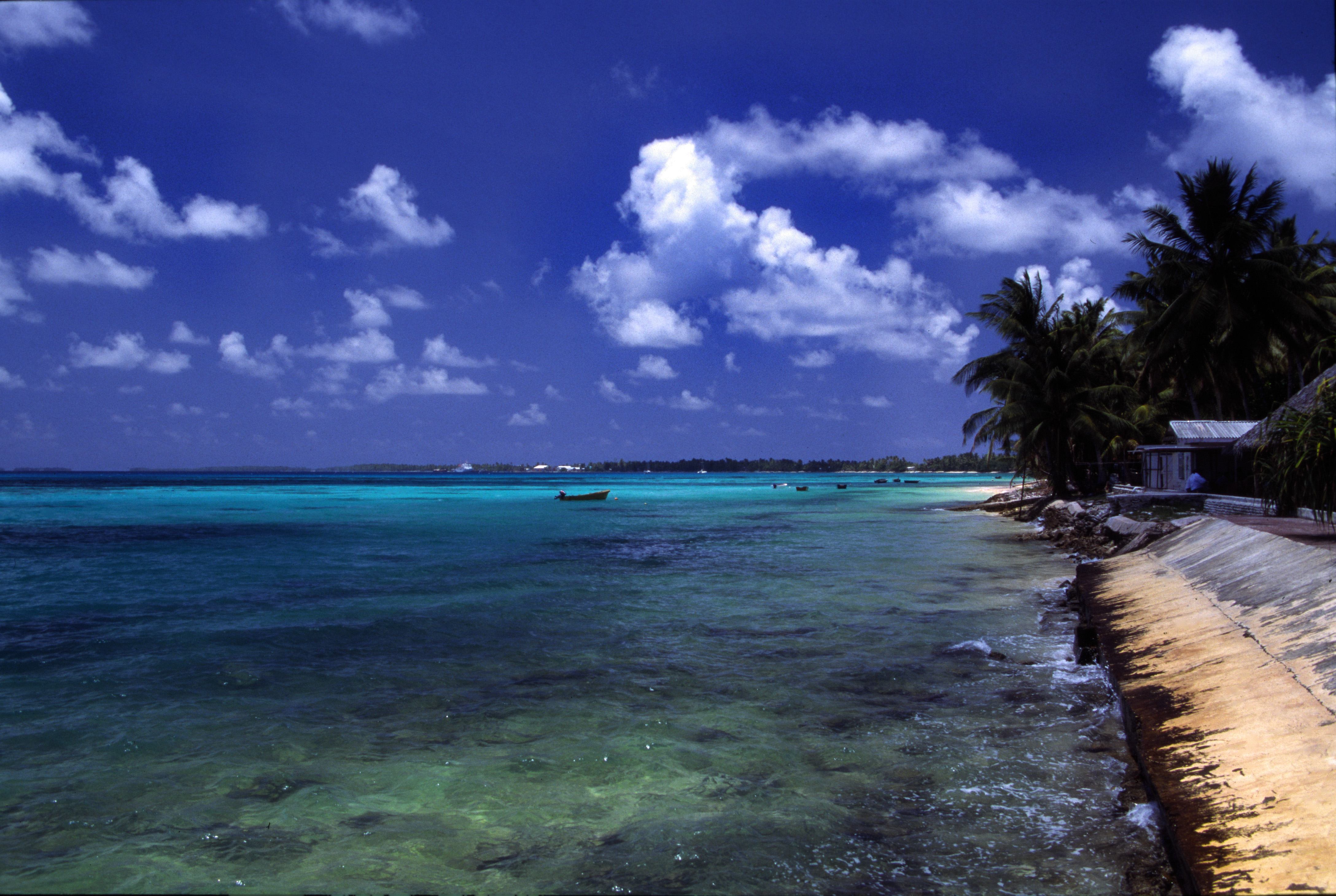
Pláž na atolu Funafuti

Tuvalu je rozvojový zemědělský stát, který ale vzhledem ke své rozloze a počtu obyvatel patří mezi země s nejmenším hrubým domácím produktem na světě. Ze zemědělských plodin je nejdůležitější sklizeň kokosových ořechů, tropického ovoce, zeleniny a batátů. Pro živočišnou výrobu je významný rybolov, chov skotu a prasat. Asi milion dolarů ročně také přichází do tuvalského rozpočtu z 20 % vlastnictví internetové domény .tv.

## Kultura

### Společenský systém
Tradiční společenský systém hraje na Tuvalu stále velkou roli. Každá z rodin má svůj vlastní úkol, neboli „salanga“, vykonávající pro komunitu, jako rybaření, stavbu domů nebo obranu. Tyto rodinné zkušenosti se dědí z otce na syna.

### Hudba
Tuvalská hudba je především spjata s tanci, nejznámější jsou fatele, fakanu a fakaseasea, které se používaly k oslavování vládců a ostatních prominentních osob.
Tradiční hudba před příchodem Evropanů obsahovala básně přednášené v sérii monotónních recitací avšak tato tradice již zanikla, stejně tak jako pracovní písně zpívané ženami k podpoření pracujících mužů.

### Architektura
Tradiční Tuvalské osady využívaly rostliny a dřevo z původního listnatého lesa.

## Politika
Tuvalu je konstituční monarchií a je součástí Commonwealth realm. Hlavou státu je král Karel III., kterého zastupuje generální guvernér. Ten je jmenován na pokyn premiéra.
Místní parlament, neboli Fale I Fono, má 15 členů a je volen na čtyřleté období. Jeho členové volí premiéra, který je hlavou parlamentu. Někteří starší mají neformální autoritu na lokální úrovni.
Tuvalu je členem Aliance malých ostrovních států a je velmi aktivní v prosazování ochrany klimatu.